# 17938 Tamsendrew
17938 Tamsendrew este un asteroid din centura principală de asteroizi.

## Descriere
17938 Tamsendrew este un asteroid din centura principală de asteroizi. A fost descoperit pe 17 aprilie 1999 la Socorro, New Mexico, în cadrul proiectului LINEAR. Asteroidul prezintă o orbită caracterizată de o semiaxă mare de 2,36 ua, o excentricitate de 0,19 și o înclinație de 3,8° în raport cu ecliptica.